# بيتر غريغ (لاعب اتحاد الرغبي)
بيتر غريغ (بالإنجليزية: Peter Grigg)‏ هو لاعب اتحاد الرغبي أسترالي، ولد في 20 يوليو 1958 في كوينزلاند في أستراليا.

## وصلات خارجية
- بيتر غريغ عل موقع إسبنسكروم (الإنجليزية)
- بيتر غريغ على موقع ItsRugby.co.uk (الإنجليزية)